# Hymenancora sirventi
Hymenancora sirventi är en svampdjursart som först beskrevs av Topsent 1927.  Hymenancora sirventi ingår i släktet Hymenancora och familjen Myxillidae. Inga underarter finns listade i Catalogue of Life.